# جيفري كابلان
جيفري كابلان (بالإنجليزية: Jeffrey Kaplan)‏ هو عالم سياسة وعالم أمريكي، ولد في 1954.